# Monastère de la Daurade
Le monastère Sainte-Marie de la Daurade est un ancien prieuré bénédictin, situé au cœur de la ville de Toulouse, en France.
Le monastère est un des plus anciens lieux de culte de la ville, puisqu'il est déjà connu au Ve siècle. En 1077, il devient un prieuré rattaché à l'abbaye bénédictine de Moissac, elle-même affiliée à l'ordre de Cluny. Au début du XIIe siècle, des travaux importants sont entrepris et se poursuivent jusqu'à la fin du siècle, alors qu'on élève une nouvelle église, un cloître et des bâtiments communautaires. Le monastère est alors puissant et riche : il contrôle au Moyen Âge, entre autres, le pont de la Daurade et les moulins du même nom, qui lui permettent de percevoir de considérables revenus.
En 1627, les Bénédictins de la Daurade s'unissent à la congrégation de Saint-Maur. Dans la deuxième moitié du XVIIIe siècle, l'église est démolie pour laisser la place à des bâtiments de style néo-classique. La Révolution française porte un coup fatal au monastère. Les bâtiments monastiques accueillent la nouvelle manufacture des cotons, puis des tabacs de François-Bernard Boyer-Fonfrède, avant d'être occupée par l'École des beaux-arts. Le cloître ne survit donc pas et est démoli en 1811.

## Histoire
Au XVIe siècle, le prieuré de la Daurade connaît une histoire troublée. Plusieurs moines, gagnés par la Réforme calviniste, abandonnent le monastère.
À la Révolution française, le monastère de la Daurade connaît d'importants bouleversements. Les congrégations religieuses sont interdites en 1790 et le monastère devient bien national. L'église devient une église paroissiale. Les bâtiments monastiques sont vendus en 1791 au Bordelais François-Bertrand Boyer-Fonfrède. Il y établit son hôtel particulier et une fabrique d'indiennes. En mars 1812, il vend son domaine à l’État, qui y installe une manufacture des tabacs. Après un incendie en 1816, la manufacture est déménagée en 1823 sur un nouveau site, élevé en 1821 près des allées de Brienne.
Par une ordonnance du 26 juin 1823, Louis XVIII y transfère l'école d'Arts et Métiers de Châlons en Champagne. Celui-ci n'aura néanmoins jamais lieu : une levée de boucliers menée en particulier par le Duc de La Rochefoucauld-Liancourt (fondateur des écoles d'Arts et Métiers) et le  maire de Châlons, ainsi que les difficultés logistiques d'un tel déménagement, auront raison de ce projet qui sera finalement officiellement annulé par une autre ordonnance de Charles X le 6 juillet 1825.
Les bâtiments sont réaménagés en 1827. Les bâtiments servent encore de lieu de stockage à la manufacture jusqu’au début des années 1890.
Le 23 mai 1893, l’État cède à la ville l'ensemble des bâtiments pour y aménager l'école des Beaux-arts de Toulouse. Son installation amène la construction d'un nouveau corps de bâtiment en pierre de taille sur le quai reliant les ailes de l'ancien monastère. L'architecte Pierre Esquié dessine en 1895 une façade en pierre de style éclectique.

## Architecture

### Vestiges de l'église paléochrétienne
Il subsiste encore des vestiges de l'ancienne église paléochrétienne du IVe siècle ou Ve siècle détruite en 1761, dispersés à travers le monde : des colonnes se trouvent à la villa dite "abbaye de Roseland" à Nice, au Louvre-Lens, au Metropolitan Museum of Art de New-York, une encore au fond de la Garonne près de Muret. À Toulouse, trois colonnes (une de chaque type) sont exposées au musée Saint-Raymond et deux se cachent dans la cour du 4 rue Joutx-Aigues. Un fragment de la mosaïque murale dorée se trouve également dans les collections du musée Calvet d'Avignon.

Vestiges et représentations de l'église paléochrétienne
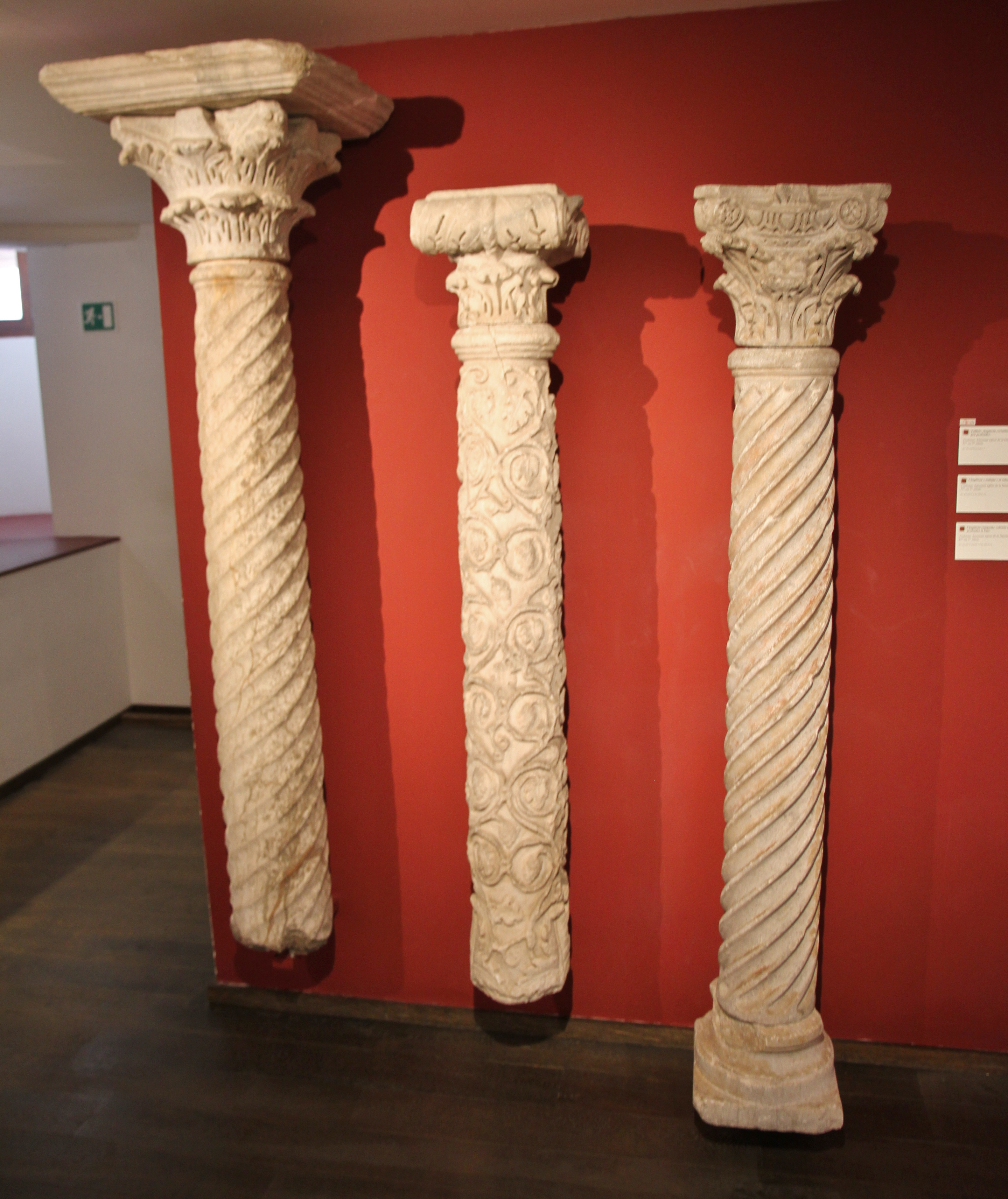
Les trois types de colonnes de l'ancienne église de la Daurade
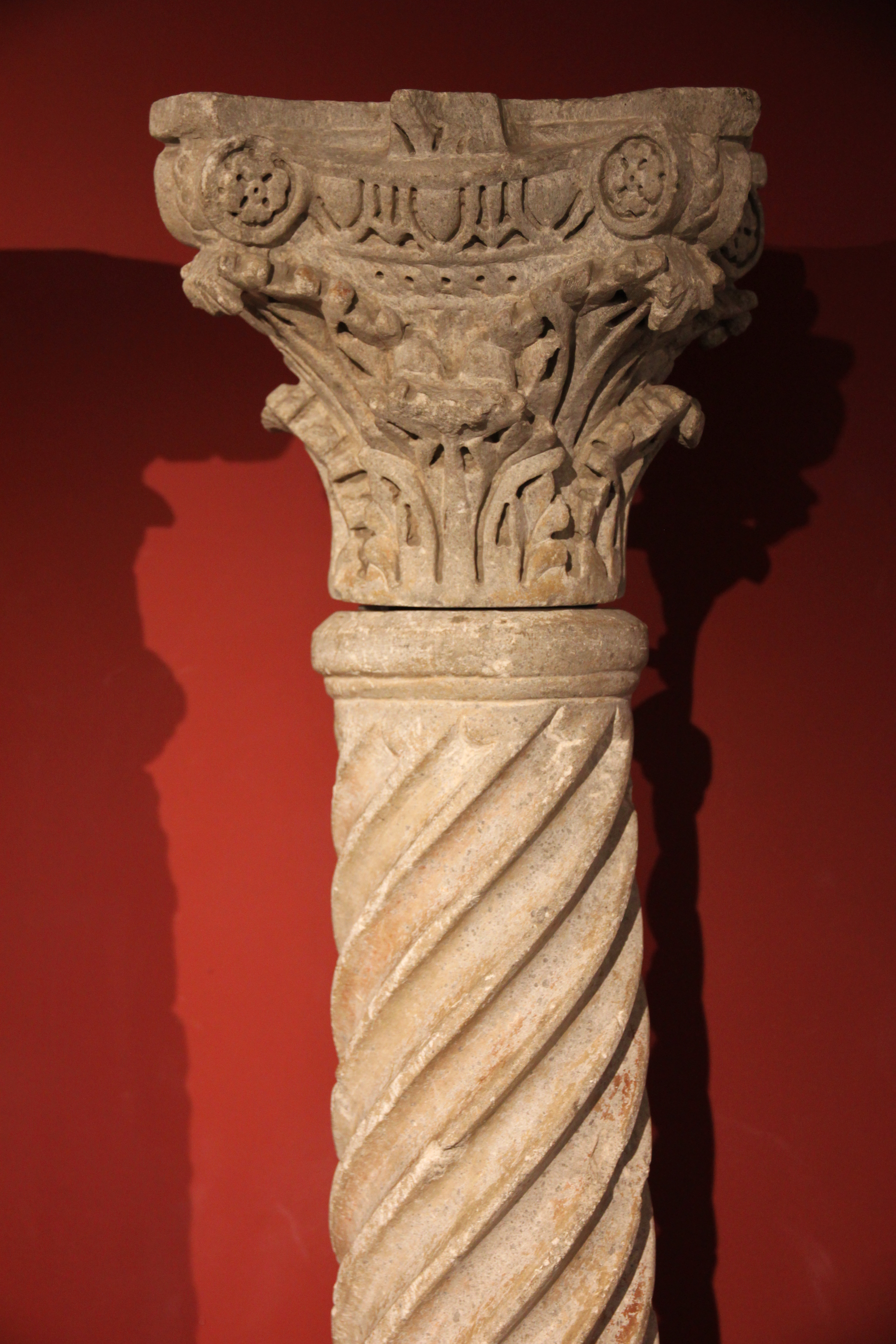
Chapiteau composite et colonne à cannelures torses profondes
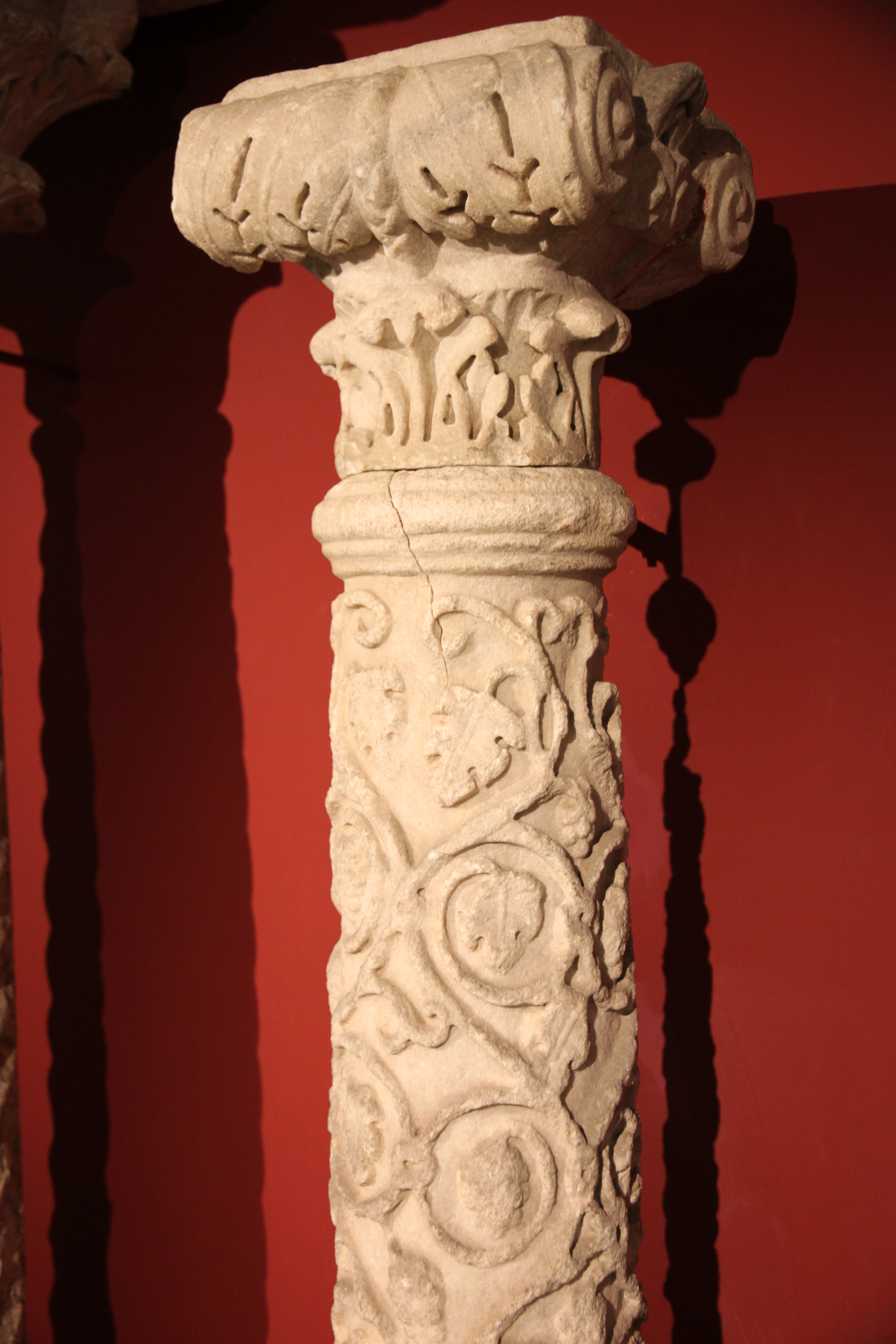
Chapiteau ionique et colonne ornée de pampres
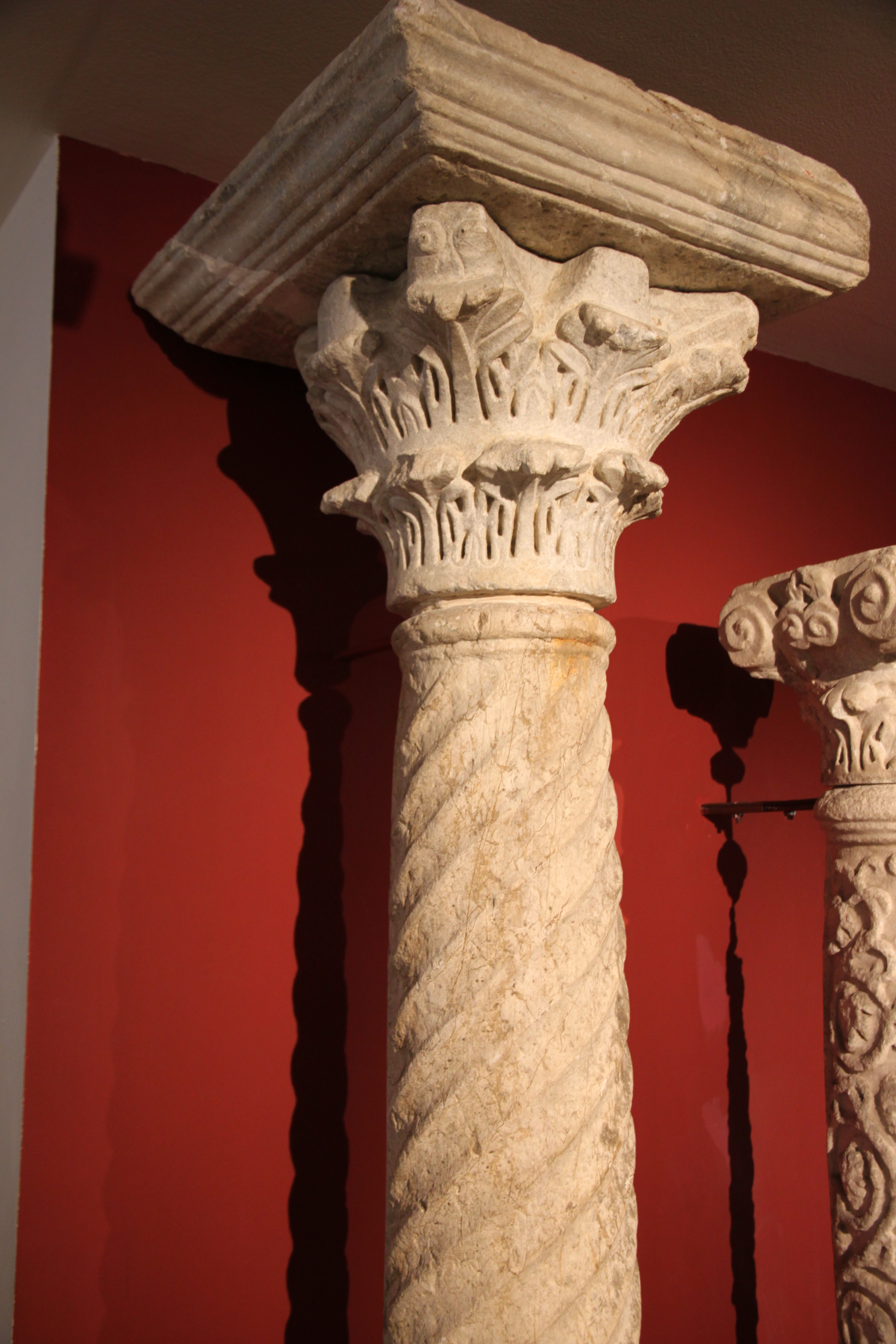
Chapiteau corinthien et colonne à cannelures torses peu profondes
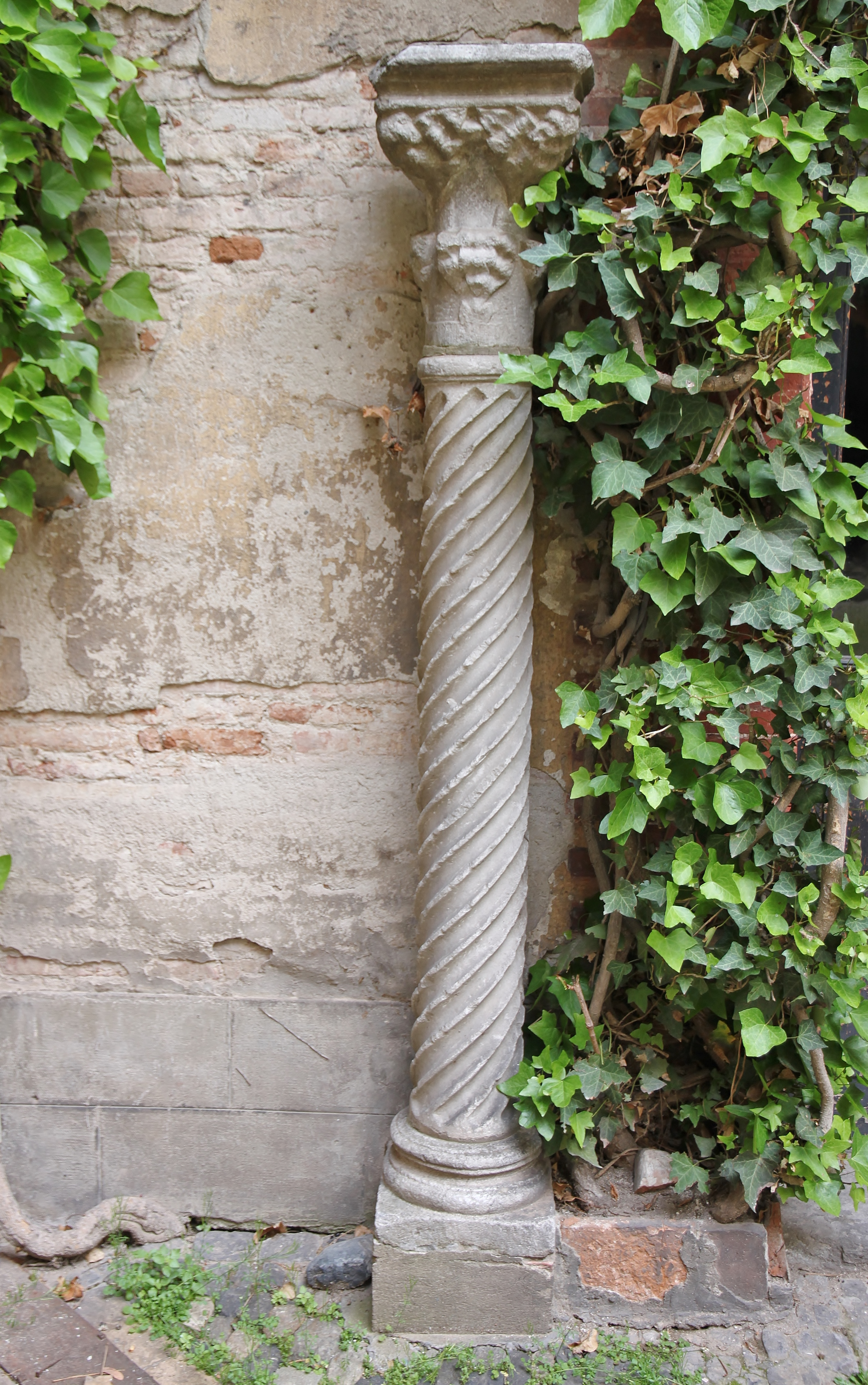
Colonne dans la cour du 4 rue Joutx-Aigues
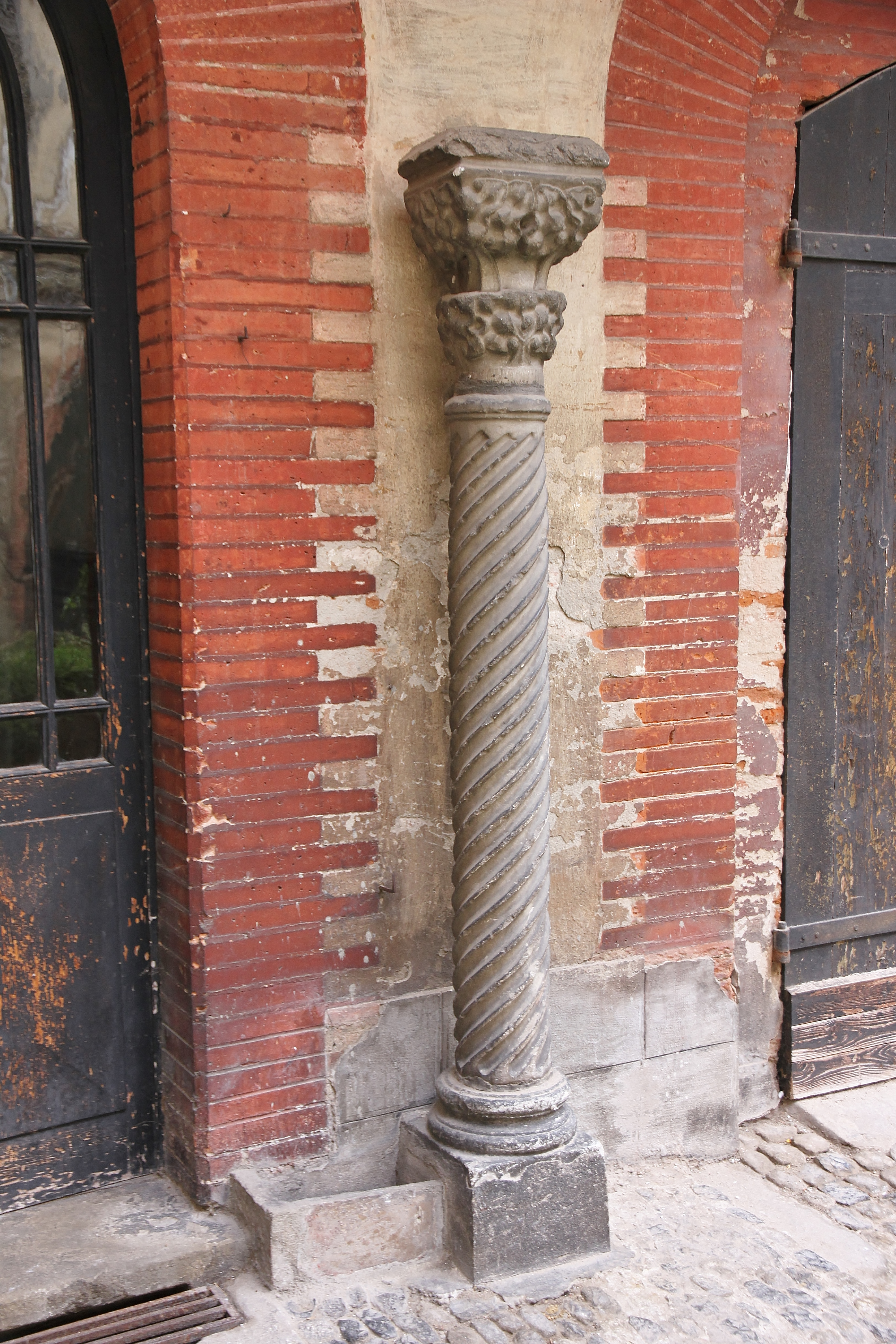
Colonne dans la cour du 4 rue Joutx-Aigues
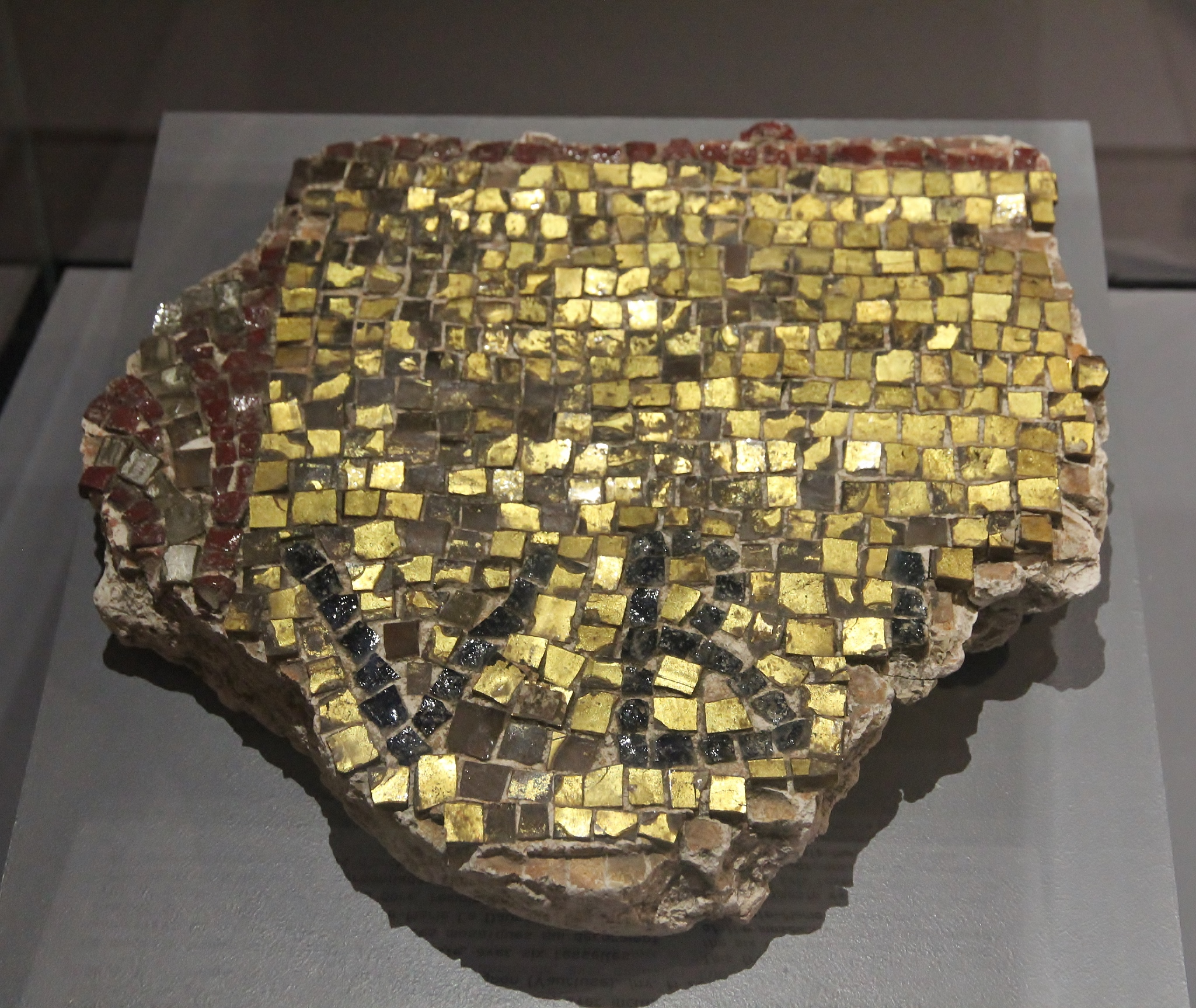
Fragment de la mosaïque murale dorée
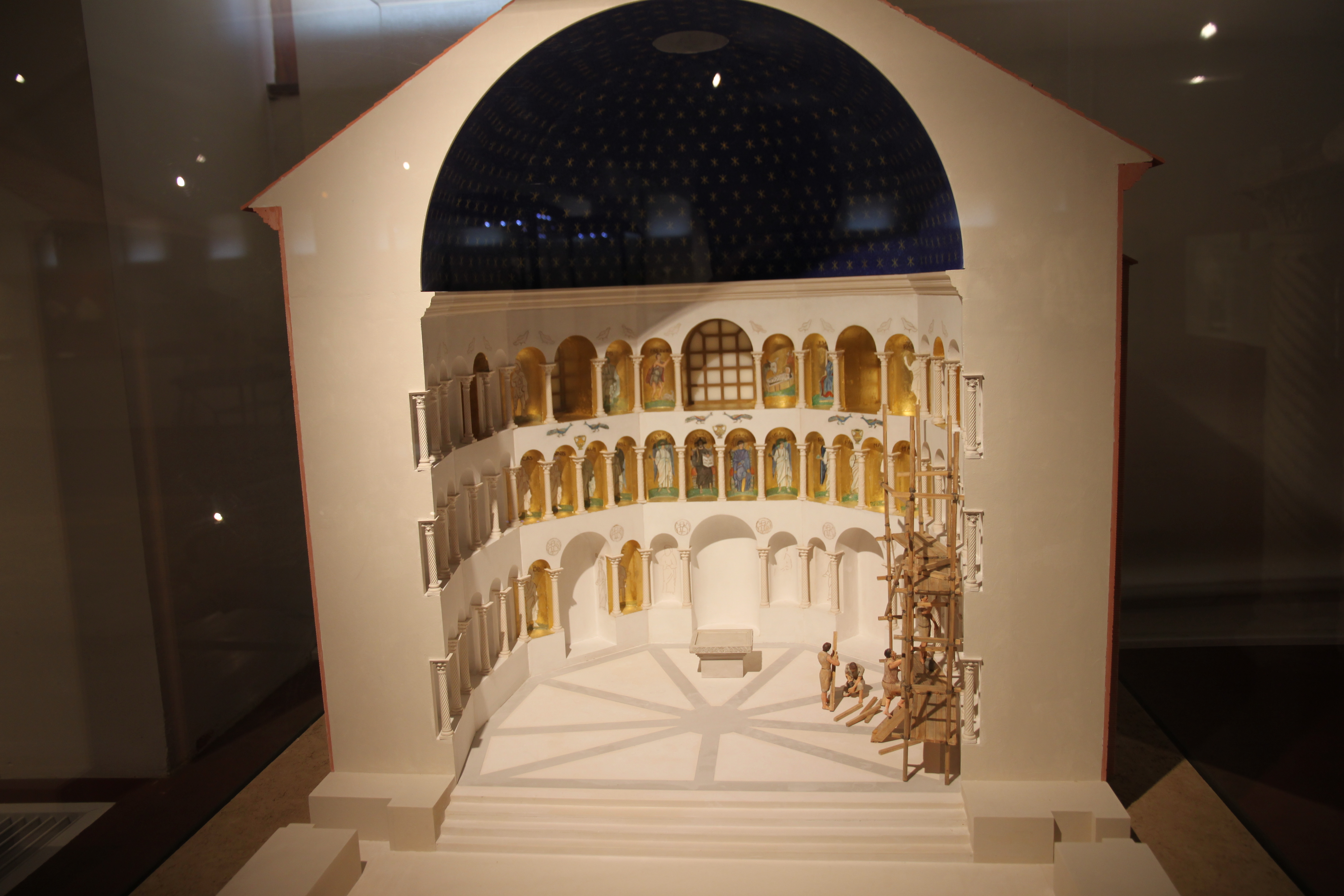
Maquette reconstituant l'ancienne église
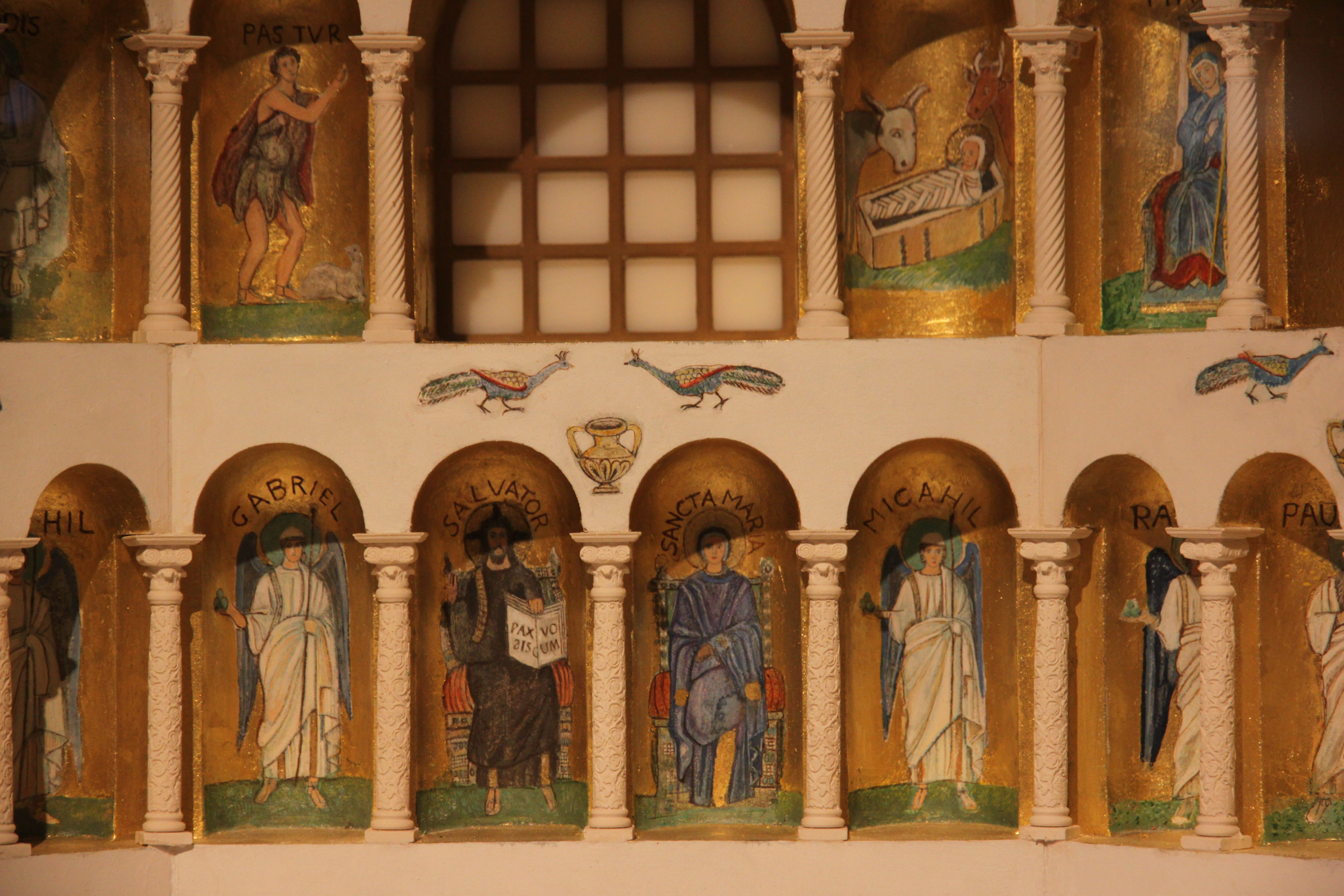
Détail de la maquette

### L'église abbatiale

Scènes mythologiques
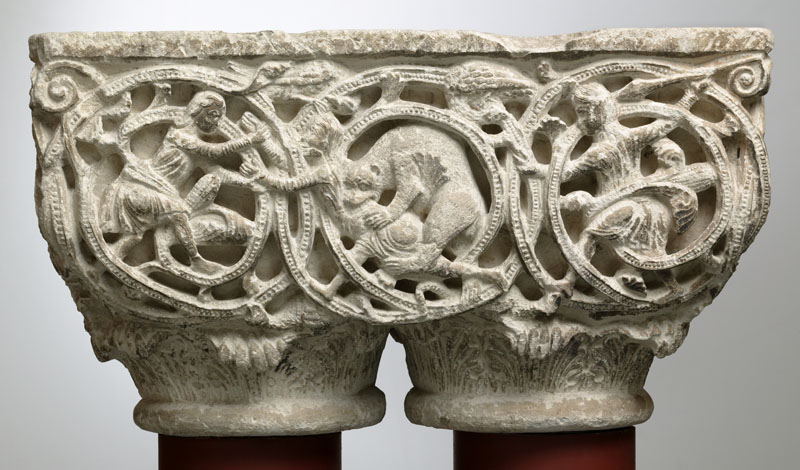
La Chasse à l'ours.
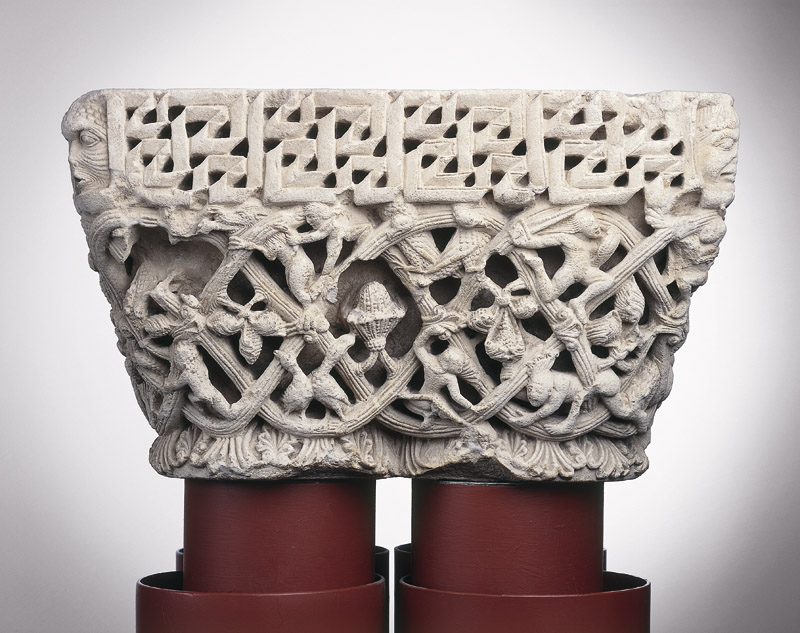
Hommes et animaux combattant dans des rinceaux
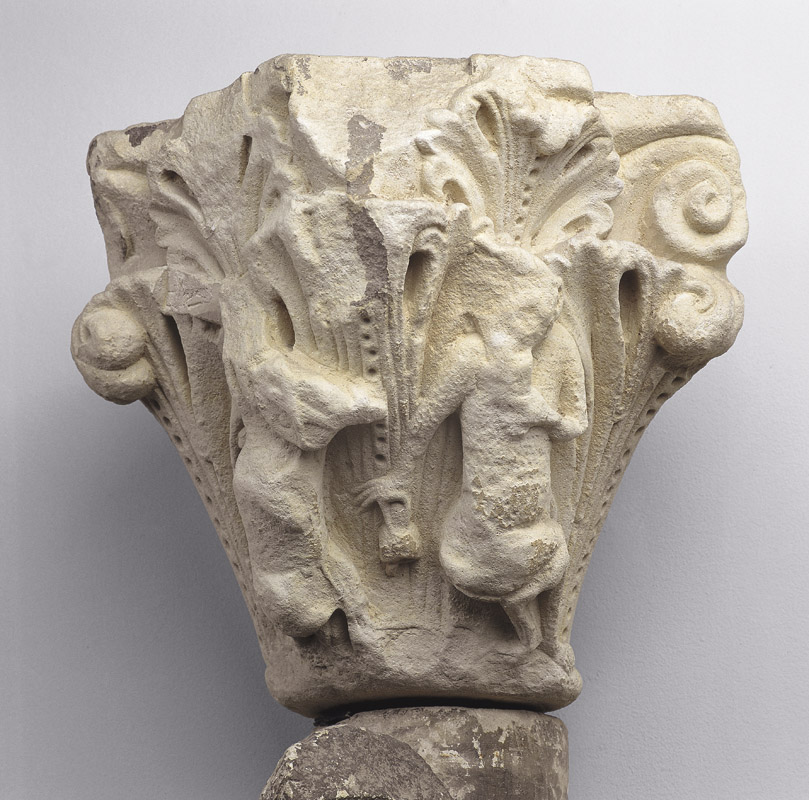
Animaux musiciens

Scènes de la vie courante
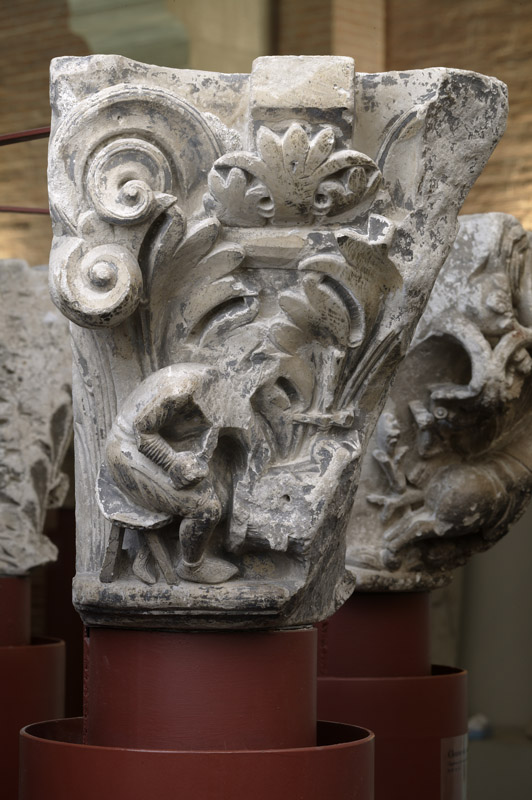
Sculpteur taillant un chapiteau

Une statue-colonne et deux chapiteaux en provenance du prieuré de la Daurade sont visibles au musée des Augustins.

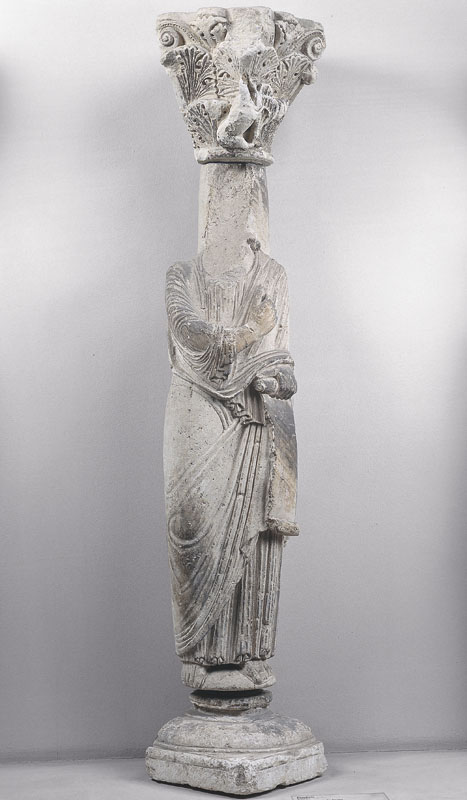
Sainte Anne jouant de la harpe
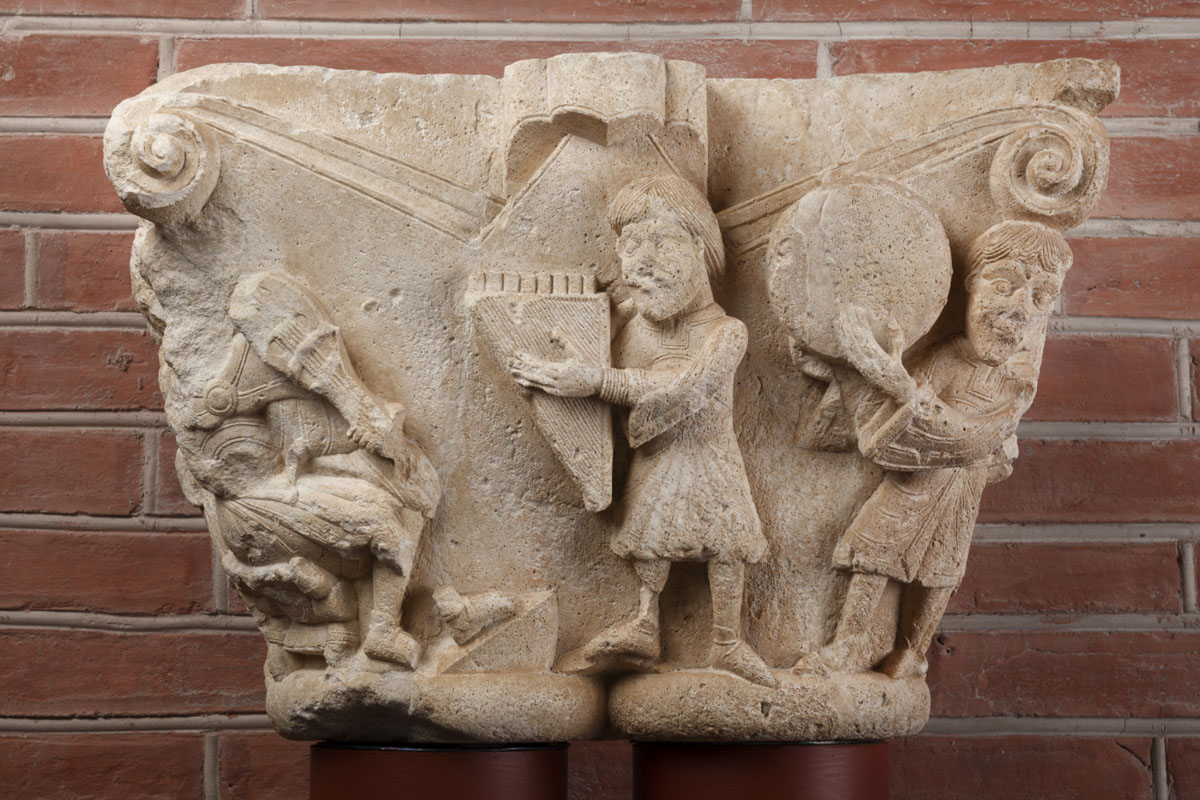
Le roi David et ses musiciens
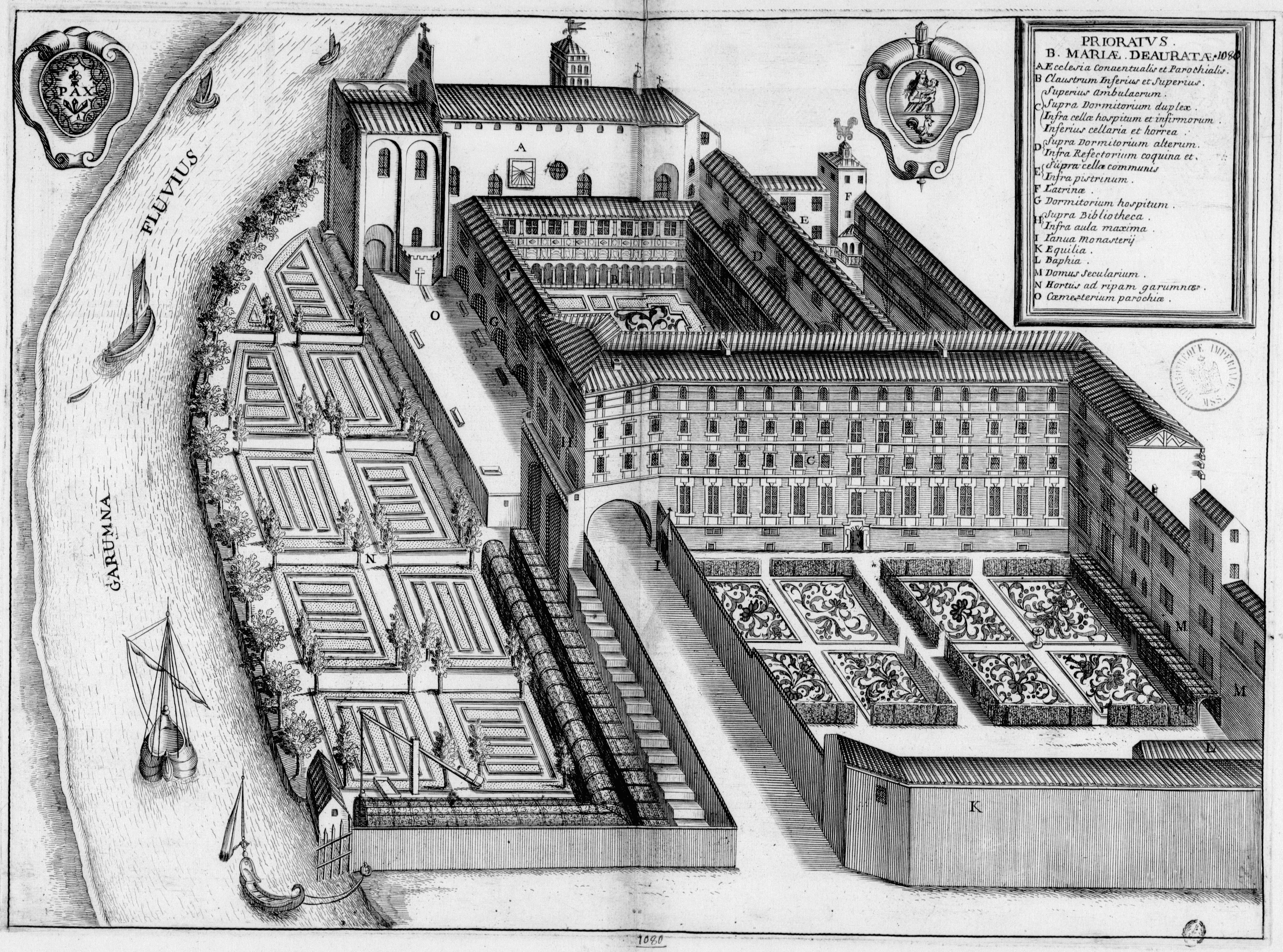
Le prieuré au XVIIe siècle
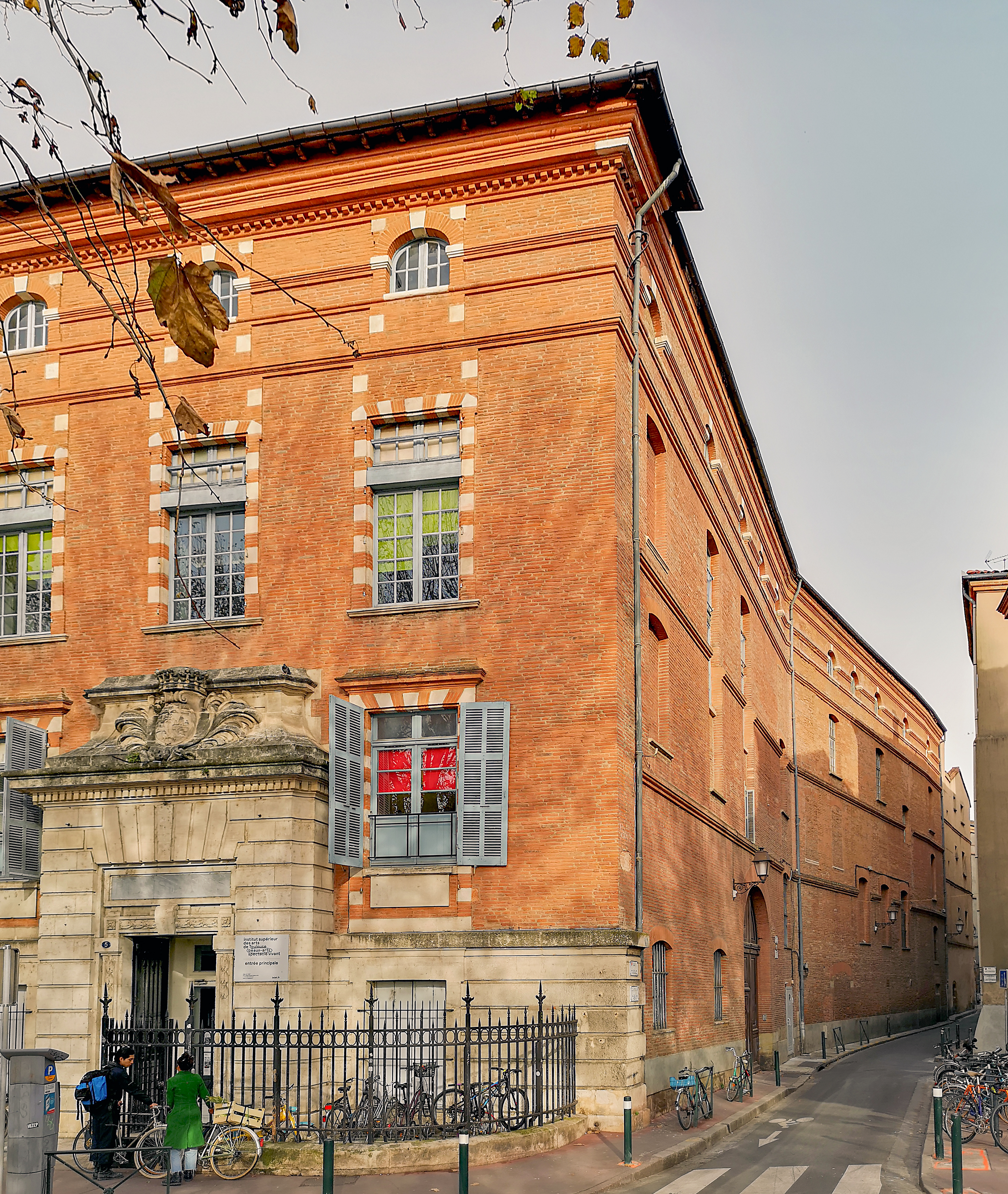
1 rue du Tabac Mur de l'ancien prieuré

De nombreuses sculptures provenant de l'ancien monastère de la Daurade sont visibles au musée des Augustins.

Scènes bibliques
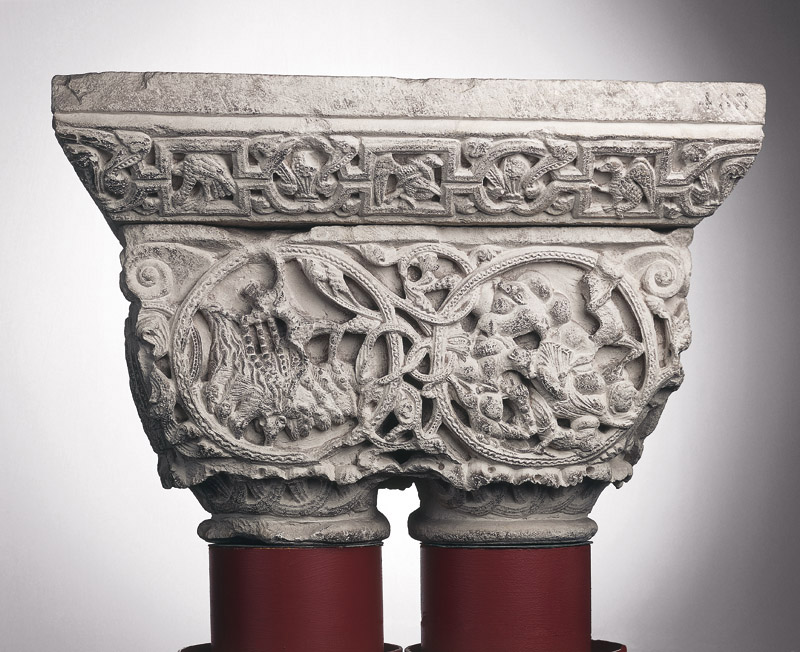
L'Histoire de Job (Bible).
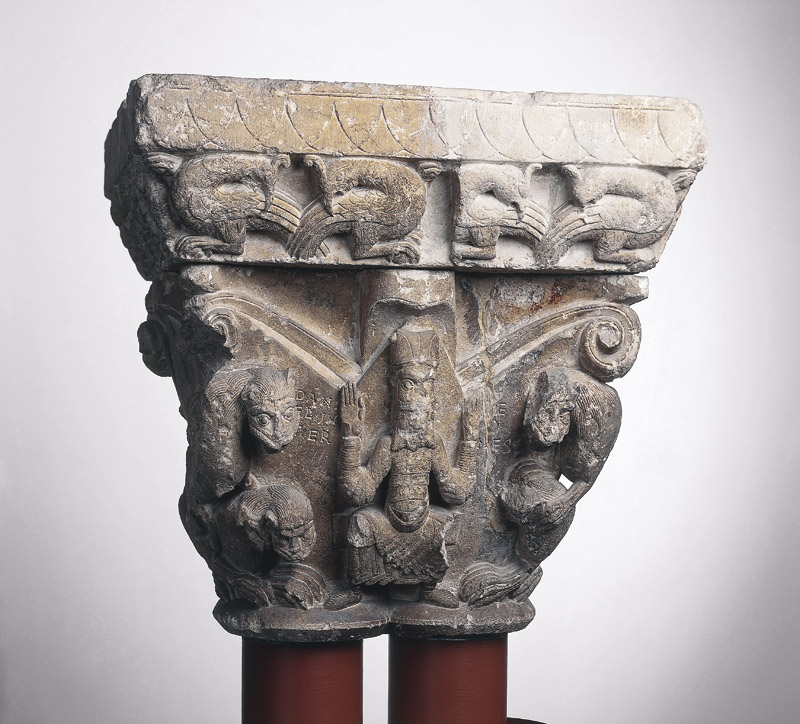
La Toilette du prince.
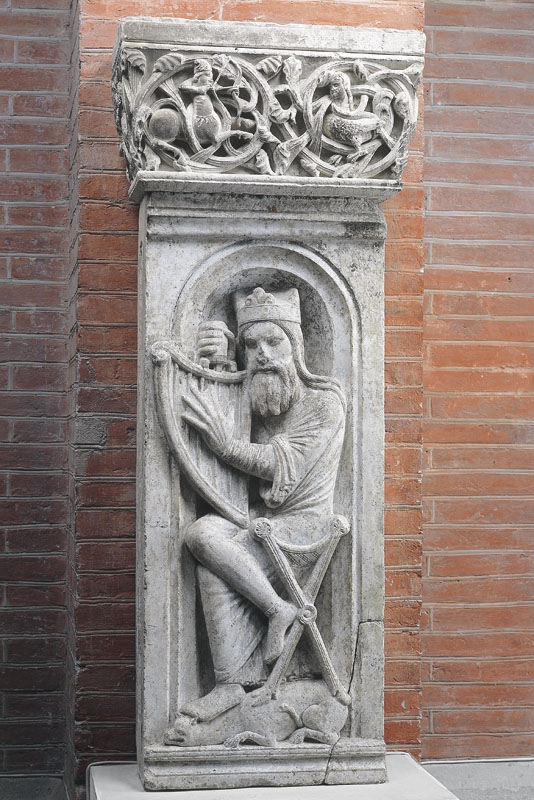
Le Roi David accordant sa harpe.
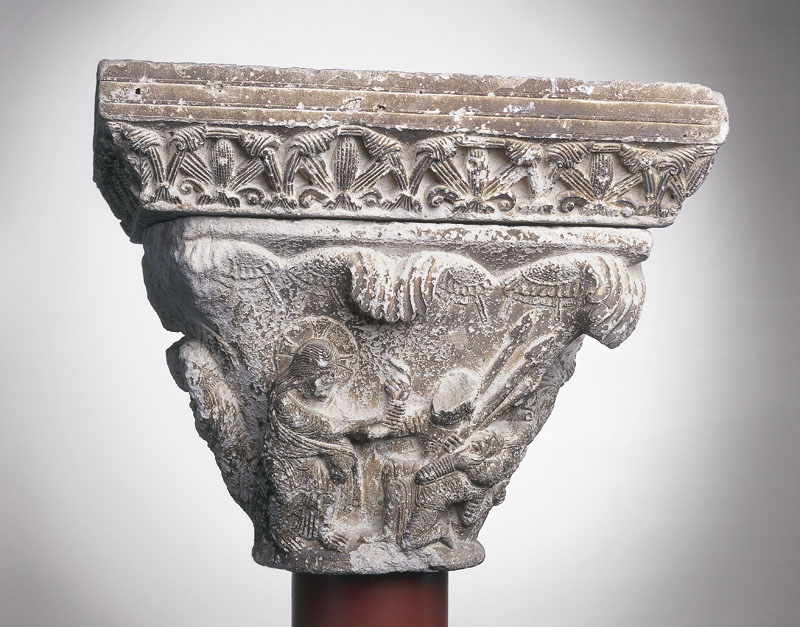
Jésus au Jardin des Oliviers
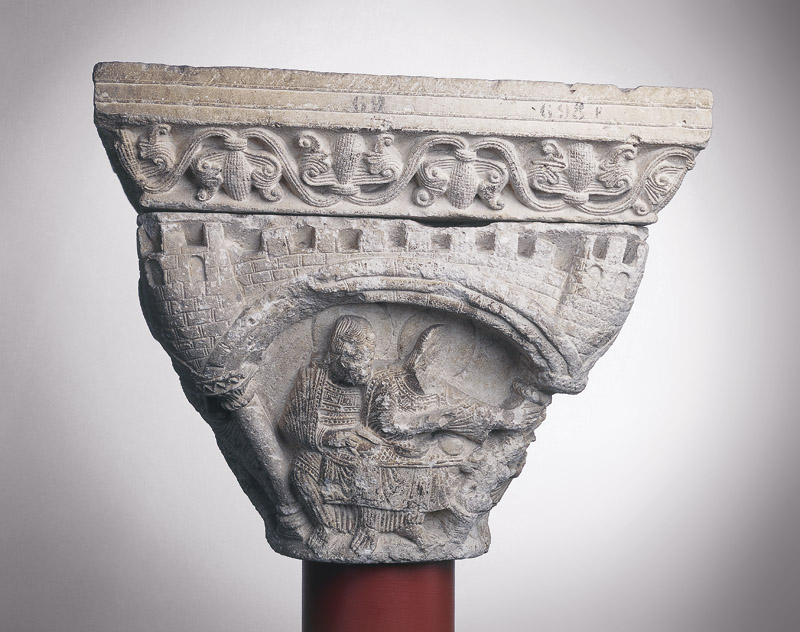
La Cène
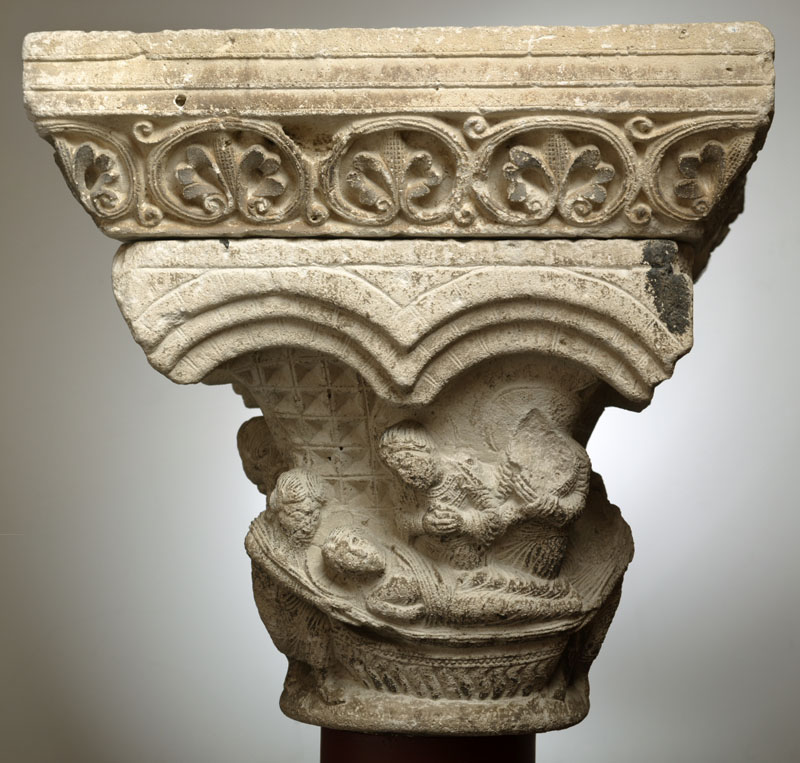
La descente de la croix et la mise au tombeau
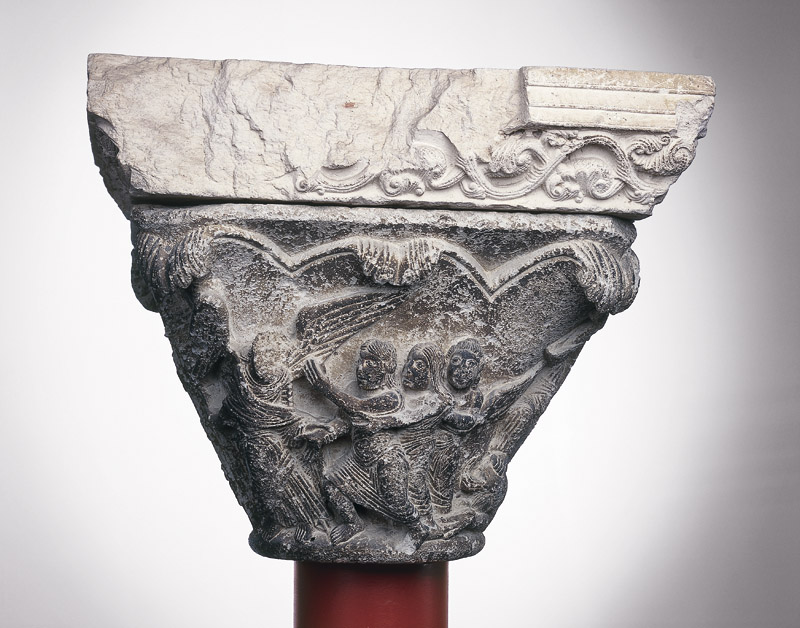
La Descente du Christ aux limbes
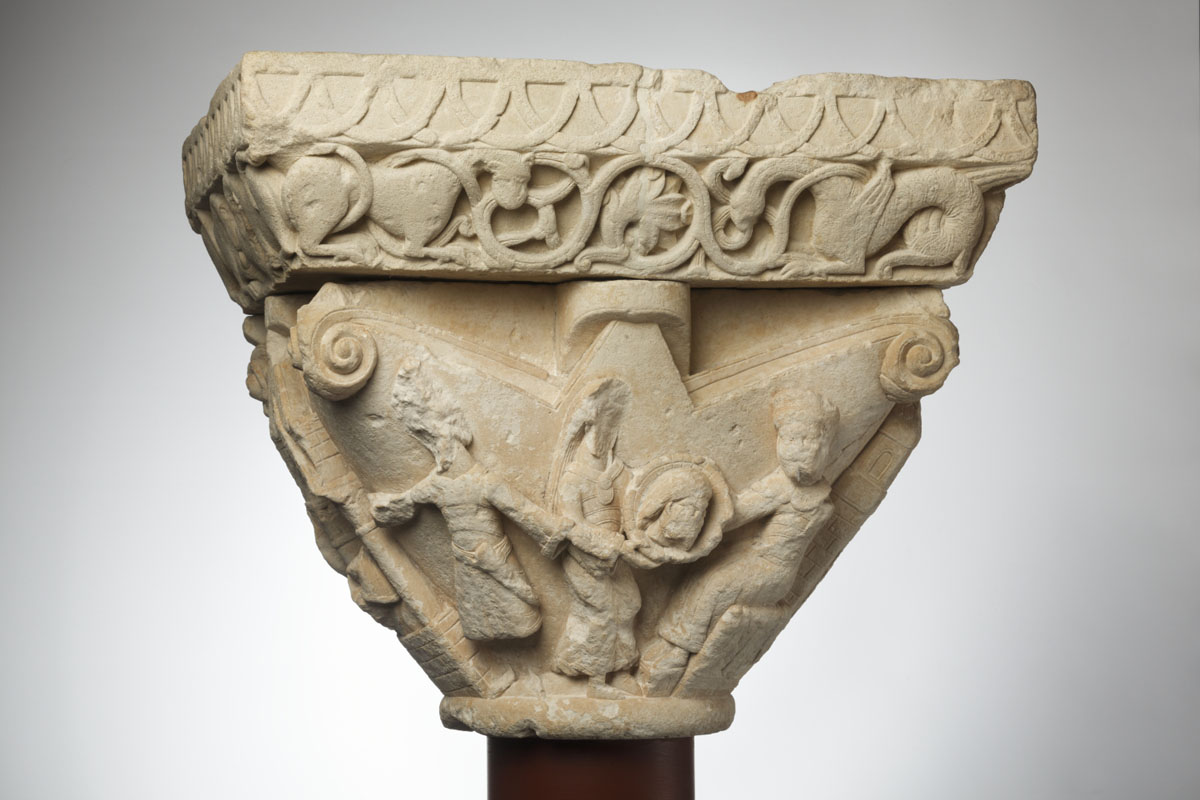
La Mort de saint Jean-Baptiste
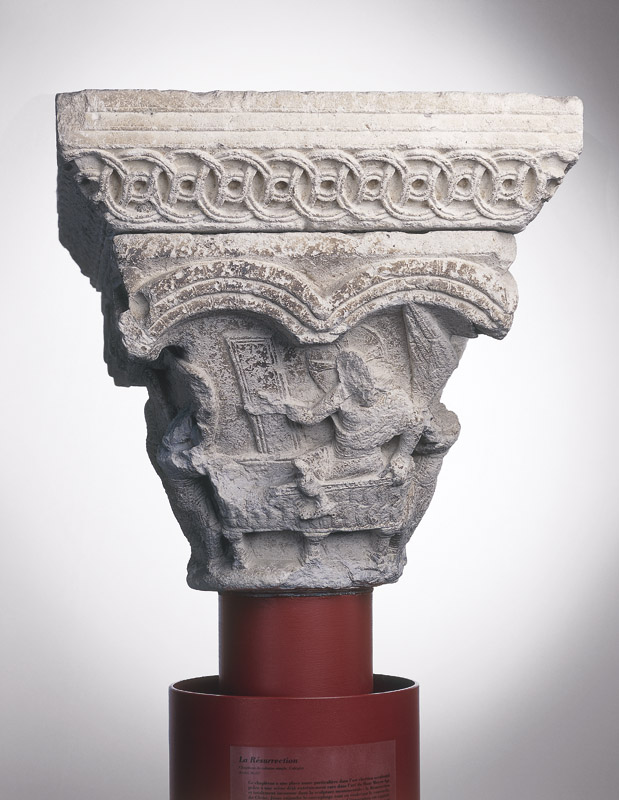
Les Saintes femmes au tombeau
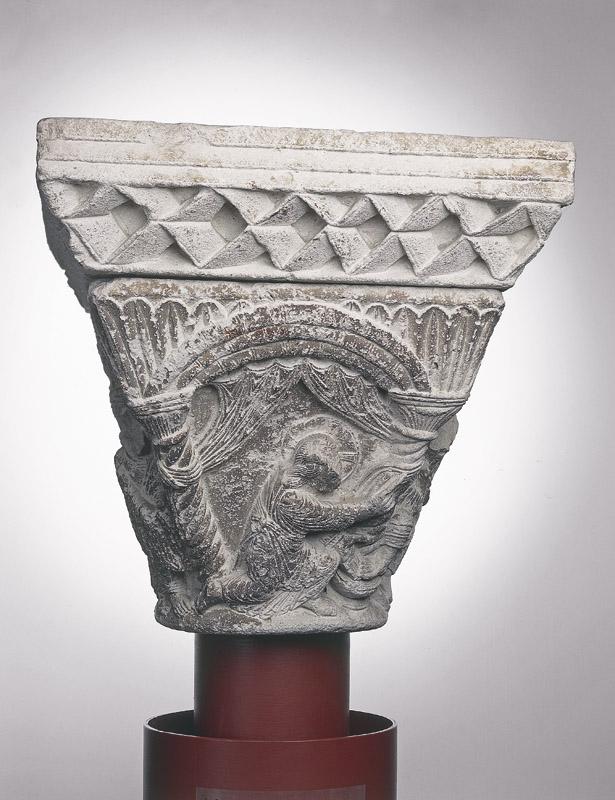
Le lavement des pieds

## Liste des prieurs
- 1077-1109 : Gidbert
- 1109-1121 : Raoul
- 1121-1130 : Raymond Ier
- 1130-1135 : Guillaume Ier
- 1135-11?? : Raymond II
- 11??-1141 : Pierre Ier de Hauterive
- 1141-1150 : Jean Ier Olive
- 1150-1176 : Guillaume II
- 1176-1177 : Pierre II de Saint-André
- 1177-1186 : Guillaume III
- 1186-1201 : Bernard Ier de Montesquive
- 1201-1209 : Robert
- 1209-1225 : Adhémar
- 1225-1230 : Arnaud Ierd’Aragon
- 1230-1245 : Pierre III d’Albs
- 1245-1248 : Arnaud II d’Aragon
- 1248-1263 : Bertrand Ier de Montaigu
- 1263-1265 : Bernard II de Geniès
- 1265-1277 : Gaillard Ier de Montrouge
- 1277-1287 : Bertrand II de Montaigu
- 1287-1295 : Gaillard II de Miramont
- 1295-1298 : Jacques Ier
- 1298-1300 : Raymond III Bernard d’Aspremont
- 1300-1309 : Émilien de La Châtaigneraie
- 1309-1361 : Boniface
- 1361-1369 : Guillaume IV de L’Orme
- 1369-1372 : Bernard III de Mauldun
- 1372-1388 : Bernard IV Fabry
- 1388-1407 : Raymond IV de Vairac
- 1407-1413 : Jean II de Maullie
- 1413-1415 : Guy Ier de Vairac
- 1415-1441 : Raymond V d’Arenx
- 1441-1480 : Amaury de Sénerges
- 1480-1523 : Jean III de Morlon
- 1523-1534 : Jean IV de Narbonne de Talairan
- 1534-1539 : Bertrand III de Narbonne de Talairan
- 1539-1543 : Antoine Ier d’Oriole
- 1543-1547 : Guy II du Val
- 1547-1554 : Antoine II de Sauveuses
- 1554-1562 : Nicolas de Calvière de Saint-Césaire
- 1562-1578 : cardinal Georges d’Armagnac
- 1578-1591 : Jacques II de Villemur
- 1591-1598 : cardinal François de Joyeuse
- 1598-1614 : Jean V Pichon d’Affis
- 1614-1624 : Marc Ier de Calvière de Saint-Césaire
- 1624-1633 : Marc II de Calvière de Saint-Césaire
- 1633-1645 : Antoine III de Calvière de Saint-Césaire
- 1645-1692 : Jacques III Charles Amelot
- 1692-1714 : Noël-François de Brion
- 1714-1750 : Jean-Baptiste Bourdet
- 1750-1788 : Guillaume V Benoît de La Borde
- 1788-1790 : Joseph Maury de Castelsarrazy